# 마거릿 챈

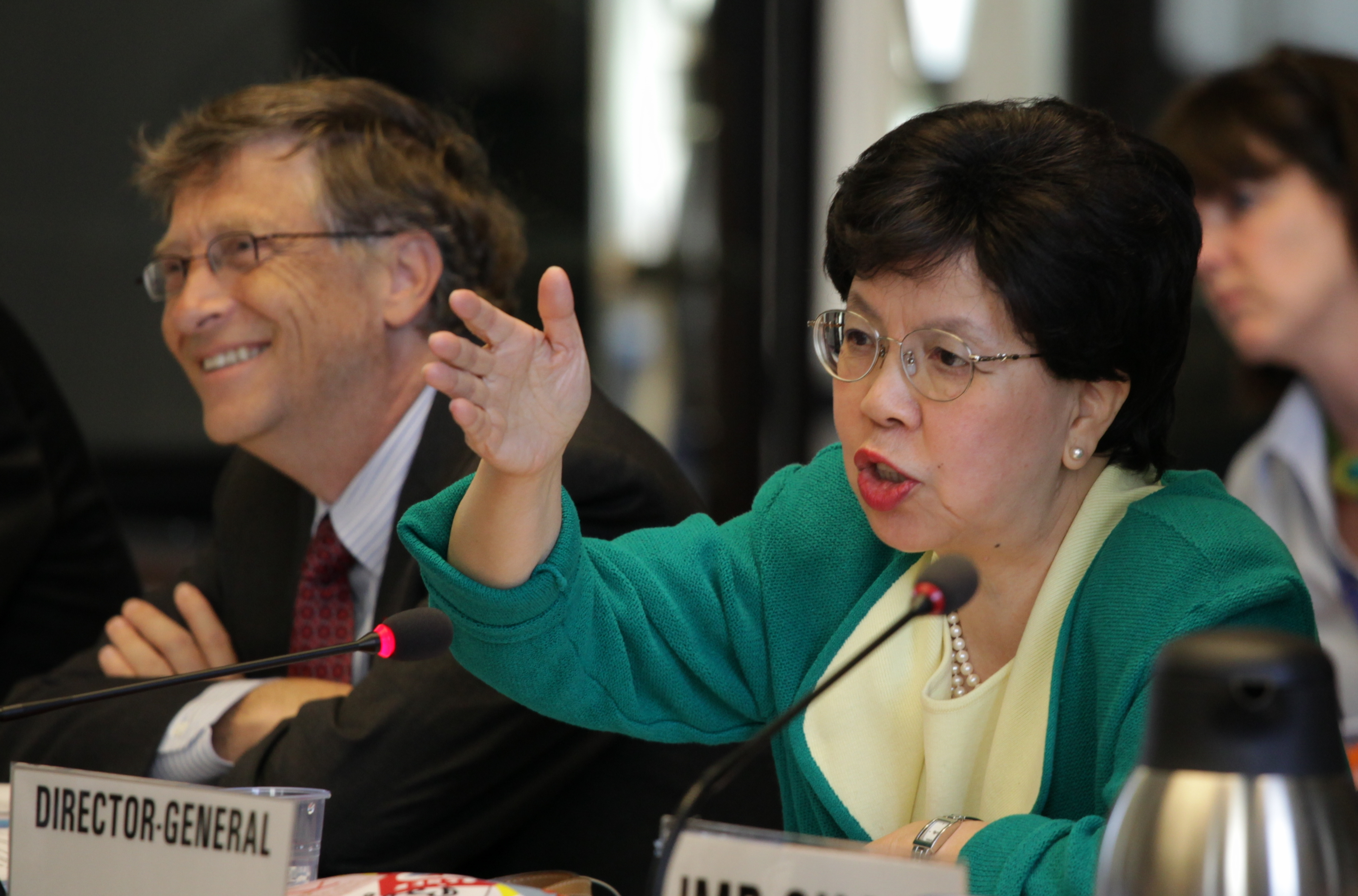
2011년 세계보건총회에서의 마거릿 챈과 빌 게이츠

마거릿 챈(영어: Margaret Chan, 1947년 8월 21일 ~ ) 또는 천펑푸전(중국어 간체자: 陈冯富珍, 정체자: 陳馮富珍, 병음: Chén-Féng Fùzhēn, 진풍부진)은 홍콩 및 캐나다의 의사로 2007년 1월 4일부터 2017년 7월 1일까지 세계 보건 기구 사무총장을 역임하였다. 홍콩 출신 최초의 유엔 기구 수장이며 2006년 대한민국 출신의 이종욱 전(前) 사무총장이 사망한 이후에 이종욱의 후임으로 선출되었다.
캐나다 웨스턴온타리오 대학교 문학사와 의학박사, 싱가포르 국립 대학교 공중보건대학원 출신으로 1994년 6월부터 2003년 8월까지 홍콩 보건부 장관을 역임했다. 1997년 세계 최초로 발생한 조류 인플루엔자에 대해 홍콩 내 가금류 150만 마리 살처분을 통해 대처하여 국내외의 긍정적 평가를 받았다. 또한 2003년 중화권 등지에서 발생한 중증급성호흡기증후군(SARS)의 확산 저지를 위해 노력하는 등 홍콩의 공공보건 분야 발전에 전력을 다해왔다.
| 전임 안데르스 노르드스트롬 | 제7대 세계보건기구 사무총장 2006년 11월 9일 - 2017년 7월 1일 | 후임 테워드로스 아드하놈 거브러이여수스 |